# Naadir Hassan
Naadir Nigel Hamid Hassan (Anse Royale, 1981-82) is een Seychels politicus, econoom en bankier. Sinds 3 november 2020 is hij minister van Financiën van de Seychellen.
Hassan werd in 1981 of 1982 geboren in Anse Royale. Hij heeft een masterdiploma Banking and Finance en begon zijn carrière in 2005 als beleidsanalist bij het ministerie van Financiën. Later werd hij hoofd financieel toezicht bij de Centrale Bank van de Seychellen. Op 29 oktober 2020 werd zijn nominatie als minister van Financiën goedgekeurd door de Assemblée Nationale en op 3 november 2020 werd hij ingezworen als opvolger van Maurice Loustau-Lalanne.